# オーサリングツール
オーサリングツール (英語: authoring tool) またはオーサリングソフトウェアは、コンピュータで音楽や画像や映像やそれらを含む文書を編集するためのアプリケーションソフトウェアである。
グラフィックツール、音楽ツール（DTM系）、出版系（DTP用）、ウェブサイト制作や運営管理に用いるWebオーサリングツール、ゲームやスライドショーなどの制作に用いるマルチメディア系、DVDソフトの制作用などがある。

## 概略
Appleのプログラマ、ビル・アトキンソンが開発したHyperCard（Macintosh標準ハイパーテキスト作成ツール）がマルチメディアオーサリングツールの元祖であるといわれている。HyperCardはプログラミング環境としてもよくできており、ゲームなどの作品制作をはじめ、ペイントツールのようなツール等も作ることができる（スタイルとしては、イベント駆動型プログラミング及びオブジェクト指向プログラミングであった）。その後、HyperCardを基にしたSuperCardや、Oracle Media Objects (OMO) など、数々のマルチメディアオーサリングツールが出回った。日本ではパソコン通信全盛期にはMASL、Ray、FILLYといったマルチメディアオーサリングツールが主流であった。富士通のFM TOWNSにはTownsGEARというマルチメディアオーサリングツールが付属していたが、その後アドビのDirectorやFlashが主流になった。
eラーニングのコンテンツとして、Microsoft Office PowerPointのスライドと、それを発表している様子を撮影した動画を合成する各種ソフトウェアも、オーサリングツールであり、合成作業自体を「オーサリング」と読んでいる。

## 光学メディア用オーサリングツール

### UHD BD対応
HDR (ハイダイナミックレンジ) に対応するもの。
Scenarist (Scenarist, LLC ← Rovi Corporation (現TiVo Corporation) ← Sonic Solutions及びその子会社のSonic Studio ← ダイキン)
DVD及びBDに対応するオーサリングソフトウェア。UHD BDにはScenarist UHDで対応している。Sonic DVD Creator及びSonic DVD Producerの後継製品。民生向けとして、Roxio (現在Corel子会社)の販売するMyDVDがある。
以前は民生向けとして、DVD Fusion、DVDit!、Reel DVDなども存在した。また、Avid Media ComposerにはAvid DVD by Sonicが付属していた。
DVDLogic BD Author/KITe (DVDLogic)
BD用のオーサリングスイート。Blu-ray 3D対応のBD Author 3D、UHD BD対応のKITe UHDがある。

### UHD BD未対応
HDR (ハイダイナミックレンジ) に対応しないもの。
VideoStudio (Corel ← Ulead Systems)
ノンリニア動画編集ソフトウェア。X4でオーサリングソフトMovieWriter (旧DVD MovieWriter、海外名DVD MovieFactory)のオーサリング機能が統合された。ブルーレイのオーサリングにはBD packが必要となる。
MovieWriterは統合後も並列してリリースされていたが、その後、開発終了となった。
TMPGEnc Authoring Works (Pegasys)
DVD及びBDに対応するオーサリングソフトウェア。
EDIUS (グラスバレー ← トムソン・カノープス ← Canopus)
ノンリニア動画編集ソフトウェア。DVD及びBDのオーサリングに対応している。
PowerDirector (CyberLink)
ノンリニア動画編集ソフトウェア。DVD及びBDのオーサリングに対応している。
以前はオーサリング専用のPowerProducerもあったが、開発終了となっている。

### BD未対応
DVDStyler
オープンソースのDVDオーサリングソフトウェア。ライセンスはGPL。

### 開発停止中
Adobe Encore (Adobe)
DVD及びBDに対応するオーサリングソフトウェア。Adobe Premiere Pro CS6に付属されていたが、Adobe Creative Cloudで廃止となった。
DVD Studio Pro (Apple)
Mac用のDVDオーサリングソフトウェア。
DivX Author (NeuLion←DivX, LLC←DivX, Inc.←DivXNetworks, Inc.)
DVD等に対応するオーサリングソフトウェア。
DVDforger
オープンソースのDVDオーサリングソフトウェア。ライセンスはGPL。
DVD Flick
オープンソースのDVDオーサリングソフトウェア。ライセンスはGPL。
VEGAS DVD Architect (MAGIX ← Sony Creative Software ← Sonic Foundry)
DVD及びBDに対応するオーサリングソフトウェア。Vegas Proに付属していた。開発停止中。
Pixelogic Blu-print (Pixelogic←Sony DADC New Media Solutions←Sony Creative Software)
BDオーサリングソフトウェア。

## 映画用オーサリングツール
DCI準拠JPEG2000連番画像やDCDM TIFF連番画像などの映像と、PCM音声から、DCP (デジタルシネマパッケージ)を作成するためのもの。なお、DCPパッケージの直接生成に対応する動画編集ソフトウェアとして、DaVinci ResolveやAdobe Premiere Proなども存在する。
DCPの再生には、easyDCP Player、CinePlayer、QuVIS DCPPlayer、NeoDCP Player、VLCメディアプレーヤー 2.2以降 (asdcplibベース)などが対応している。

### IMF対応
IMFはNetflixなどのUHDストリーミングで使われている。IMF形式の直接出力に対応する動画編集ソフトウェアとして、DaVinci Resolve 15以降、Avid Media Composer 2019以降なども存在する。
easyDCP Creator (Fraunhofer IIS)
DCP及びIMF App2/App 2E作成ソフトウェア。DaVinci Resolveと連携できる。ステレオ3Dの出力やKDM(暗号鍵)の生成には上位版のeasyDCP Creator+が必要となる。
姉妹ソフトウェアにDCP/IMF再生のためのeasyDCP Playerがある。
Wailua (CineCert)
DCP/IMF作成ソフトウェア。
asdcplib
オープンソース。初めはDigital Cinema Initiativeの協力により開発されていたが、現在はCineCertの協力により開発されている。IMFにも対応している。

### IMF未対応
Dolby CineExport (Dolby Laboratories←Doremi Labs)
Apple Compressor (エンコードソフト) 向けのDCP作成プラグイン。姉妹ソフトウェアにDCP再生のためのCinePlayerがある。有料版のCineAssetも存在する。
QuVIS Wraptor (QuVIS Technologies)
Adobe Media Encoder及びApple Compressor (エンコードソフト) 向けのDCP作成プラグイン。
姉妹ソフトウェアにDCP再生のためのQuVIS DCPPlayerがある。
CuteDCP (Fandev)
After Effects及びPremiere Pro用のDCP作成プラグイン。
OpenDCP
オープンソースのDCP作成ソフトウェア。
DCP-o-matic
オープンソースのDCP作成ソフトウェア。

## Web用オーサリングツール
多くの動画エンコードソフトウェアは標準でYoutubeやFacebookなどへの動画のオーサリングに対応している。

### 360度動画・VR動画
360度動画の出力に直接対応するソフトウェアとしては、Adobe Premiere Pro CC 2015.3以降、Final Cut Pro X 10.4以降などがある。
360度動画の再生にはVLC 3以降、Scratch Play、GoPro VR Player (旧Kolor Eyes)、Whirligig Playerなどが対応している。
Spatial Media Metadata Injector (Google)
動画に360°動画用メタデータを付加するためのツール。別名360 Video Metadata app。Apacheライセンス。空間音声(Spatial Audio)にも対応している。

### HDR動画
YoutubeのHDR動画は、H.264 10bit、ProRes 422、ProRes 4444、DNxHR HQX、VP9 profile 2のどれかのコーデックにエンコードする必要があり、また、動画コンテナにはHDRメタデータを付加する必要がある。この出力に対応するソフトウェアとしては、DaVinci Resolve、Adobe Premiere Pro、Adobe After Effectsなどが存在する。
NetflixのHDR動画はIMF形式を採用している。IMF形式の出力に対応するオーサリングソフトウェアは#IMF対応を参照。

## マルチメディア用オーサリングツール
Adobe Animate (Adobe Systems)
Adobe Flash及びWebGLのオーサリングが可能。旧Adobe Flash Professional。
MatrixEngine Studio
MatrixEngine及びWebGLのオーサリングが可能。過去には民生版のDigitalLocaも存在した。
Clickteam Fusion (Clickteam)
HTML5へのオーサリングが可能。旧Klik & Play←Click & Create←Multimedia Fusion。

### 開発停止中
ZOOMA (ソフマップエフデザイン)
旧MADO、QUOVIS。
easy driver (パナソニック システムネットワークス及び日本システムウエア)
オーサリングは独自形式となっており、独自Webプラグインでの再生にも対応していた。
Adobe Director (Adobe Systems)
Adobe Shockwave形式のオーサリングが可能。

## e-learning用オーサリングツール
- Dojo
- スクールプレゼンター

## その他のオーサリングツール
- LiveCode (旧Runtime Revolution)